# Maskota
Maskota [maskóta] je vsaka oseba, žival ali predmet, za katero se misli, da predstavlja neko skupino s skupno identiteto, kot so šole, športna moštva, gospodarske družbe, vojaške enote ali blagovne znamke. Maskote se uporabljajo tudi kot izmišljeni liki za potrošniške izdelke, kot je nagajiv fantek, ki se uporablja v oglaševanju in trženju za znamko Lumpi (proizvodi za otroke) ali Želva Živa, maskota oddelka knjižnice Domžale za otroke in mladino ...
V svetu športa se maskote uporablja tudi za trženje. Nazive maskot športnih moštev ljudje pogosto zamenjujejo z vzdevkom ekipe, čeprav se včasih razlikujeta. Na primer, atletska ekipa Univerze Alabame ima vzdevek Crimson Tide, medtem ko je njihova maskota slon z imenom Big Al. Maskote moštev so lahko v obliki logotipa, osebe, žive živali, neživega predmeta ali kostum, in se pogosto pojavljajo pri moštvenih tekmovanjih in drugih podobnih dogodkih. Športne maskote pogosto uporabljajo kot tržno orodje za otroke in ljubitelje. Od sredine 20. stoletja so se pogosteje začeli pojavljati za maskote kostumi fantazijskih bitij.
V kostume oblečeni ljudje − maskote so nekaj običajnega in se redno uporabljajo kot ambasadorji dobre volje za ekipo, podjetje ali organizacijo, kot je za Zavod za gozdove ZDA Smokey Bear.

## Etimologija
Beseda mascot je bila prvič opažena v narečni uporabi v Provansi in Gaskonji v Franciji, kjer je bila uporabljena za opis česarkoli, kar je prineslo srečo v gospodinjstvu. Francoska beseda mascotte (provansalska različica: mascoto) pomeni talisman, obesek in je izpeljanka iz besede masco, ki pomeni čarovnica.
Beseda je bila prvič popularizirana leta 1880, ko je francoski skladatelj Edmond Audran napisal priljubljeno komično opereto z naslovom La Mascotte. Vendar pa je bila beseda le mascotte v Franciji v uporabi že dolgo pred tem, kot slengovski izraz med igralci na srečo. Francozi so besedo izpeljali iz okcitanske besede masco, ki pomeni čarovnica (morda iz portugalske mascotto, ki pomeni čarovništvo), ali mascoto, ki pomeni urok. Audranova opereta je bila tako priljubljena, da so jo prevedli v angleščino, kot The Mascot, in s tem se je beseda prenesla v angleščino kot izraz za katerokoli žival, osebo ali predmet, ki prinaša srečo. Beseda s to definicijo je bila nato vključena v številne druge jezike.

## Izbor in identiteta
Pogosto izbira maskote odraža želeno lastnost; zgled za to je »borbenost,« v kateri je tekmovalna narava personalizirana z bojevniki ali roparskimi živalmi.
Maskote lahko simbolizirajo tudi lokalno ali regionalno značilnost kraja ali pokrajine.

## Športne maskote
Veliko športnih ekip v ZDA ima uradne maskote, včasih uveljavljene kostume človeka ali celo živih živali. Ena izmed prvih je bil nagačen konj za Chicago Cubs leta 1908, kasneje po letu 1916 pa so uporabljali živo žival. To zamisel so opustili in kmalu zatem ostali brez uradne maskote do leta 2014, ko so uvedli različico, ki je bila oseba oblečena v kostum.

## Maskote podjetij
Maskote ali reklamni znaki so zelo pogosti v poslovnem svetu. Prepoznavne so maskote Coca Colin medved in NBC pav in druge. Ti znaki se običajno prepoznajo celo brez da bi se nanašali na podjetje ali blagovno znamko. To je zgled korporacijske blagovne znamke in mehka prodaja. Maskote so sposobne delovati kot ambasadorji blagovne znamke, kjer oglaševanje ni dovoljeno. Veliko podjetij maskote pripeljejo na neprofitne ali športne dogodke in promovirajo svojo blagovno znamko, medtem ko te zabavajo množico. Nekatere maskote so preprosto risane ali virtualne maskote, druge so znaki v reklamah ali kot v kostume oblečene osebe v javnosti na poslovnih ali dogodkih.

## Maskote šol
Večina ameriških šol ima maskoto od srednjih in visokih šol. Celo osnovne šole imajo običajno maskote. Večina od njih ima svojo maskoto izdelano kot kostum, ki jo uporabljajo pri športnih ali družabnih dogodkih.

## Mednarodne maskote - Olimpijske igre in svetovne razstave
Najpogostejše so maskote Olimpijskih iger ali svetovnih prvenstev v raznih disciplinah. Seymore D. Fair (smešna risana žival in kostumiran značaj) je bila maskota svetovne razstave leta 1984 v Louisiani.

### Maskote olimpijskih iger
Leta 1968 so na zimskih olimpijskih igrah v Grenoblu v Franciji prvič v zgodovini olimpijskih iger zasnovali maskote. To je bil izmišljen lik imenovan »Schuss« (strel). Druge maskote so bile:
- Olimpijske igre München 1972: ), Nemčija: „Waldi“ (jazbečar)
- Olimpijske igre Montreal 1976 (Kanada): „Amik“ (bober)
- Olimpijske igre Moskva 1980, SSSR: „Mischa“ (medved)
- Olimpijske igre Los Angeles 1984 (ZDA): „Sam the Eagle“ (beloglavi orel)
- Olimpijske igre Seul 1988, Južna Koreja: ): prvič dve maskoti „Hodori in Hosuni“ (tigra)
- Olimpijske igre Barcelona 1992, Španija: „Cobi“ (pes)
- Olimpijske igre Atlanta 1996, ZDA: prvič z računalnikom animirana „Izzy“
- Olimpijske igre Sydney 2000, Avstralija: „Sid“ (kljunaš), „Milly“ (mravljinčar) in „Olly“ (ptič Kookaburra)
- Olimpijske igre Atene 2004, Grčija: „Athena in Phevos“ – grška bogova Atena in Apolon
- Olimpijske igre Peking 2008, Kitajska: „Fuwa“ (pet maskot)
- Olimpijske igre London 2012, Velika Britanija: ): „Wenlock in Mandeville“ (domišljijski lik)
- Zimske olimpijske igre 1976, Innsbruck, Avstrija: »Schneemann« (snežak)
- Zimske olimpijske igre 1980, Lake Placid, ZDA: „Roni the Raccoon“ (rakun)
- Zimske olimpijske igre 1984, Sarajevo, Jugoslavija: „Vučko“ (volk)
- Zimske olimpijske igre 1988, Calgary, Kanada: „Hidy und Howdy“ (severna medveda)
- Zimske olimpijske igre 1992, Albertville, Francija: „Magique“ (pol človeška zvezda)
- Zimske olimpijske igre 1994, Lillehammer, Norveška: „Haakon und Kristin“ (norveška kraljeva otroka)
- Zimske olimpijske igre 1998, Nagano, Japonska: „Sukki, Nokki, Lekki und Tsukki“ (sova)
- Zimske olimpijske igre 2002, Salt Lake City, ZDA: „Powder“ (snežni zajec), „Copper“ (kojot) in „Coal“ (ameriški črni medved)
- Zimske olimpijske igre 2006, Torino, Italija: „Neve“ (kamelija imenovana snežna kepa) in „Gliz“ (ledena kocka)
- Zimske olimpijske igre le 2010, Vancouver, Kanada: „Miga, Quatchi, Sumi in Mukmuk“ (mitološka bitja)
- Zimske olimpijske igre 2014, Soči, Rusija: „Beli Miška“ (beli medved), „Leopard“ in „Zajka“ (zajec)

## Nasina maskota
Camilla Corona SDO je maskota Nasine odprave Solar Dynamics Observatory (SDO) in pomaga odpravi pri izobraževanju in obveščanju javnosti.

## Vojaške maskote
Maskote so priljubljene tudi v vojaških enotah. Na primer: United States Marine Corps uporabljajo plešastega orla kot uradni simbol; tudi buldog je priljubljen med ameriškimi marinci.
Koza v Royal Welsh uradno ni maskota, ampak vrsta vojaka. William Windsor se je upokojil 20. maja 2009 in njegova zamenjava je bila predvidoma v mesecu juniju. Več polkov britanske vojske ima za maskoto žive živali, ki so vidne tudi na paradah. Parachute Regiment Argyll in Sutherland Highlanders imajo za svojo maskoto šetlandskega ponija, itd.
Norveška kraljeva straža je sprejela za svojo maskoto kraljevega pingvina imenovanega Nils Olav v času obiska v Edinburgu. Pingvin vedno prebiva v edinburškem živalskem vrtu in ga mesto formalno sprejme ob vsakem naslednjem obisku v Veliki Britaniji. Major Olav je bil nagrajen od norveške vojske z medaljo dobrega obnašanja na slovesnosti v letu 2005.

## Maskote v glasbi
Nekateri ansambli, zlasti heavy metal zasedbe uporabljajo maskote za promocijo svoje glasbe. Maskote so tudi na albumu ali reklamnih proizvodih kot so majice, lahko so tudi na nastopih v živo in v glasbenih spotih. Znan primer je maskota Eddie the Head angleške heavy metal skupine Iron Maiden. Eddie je zombi, bitje, ki je poosebljeno v različnih oblikah na vseh albumih zasedbe in na promocijskem trgovskem blagu. Eddie je znan tudi po živih nastopih, še posebej v skladbi Iron Maiden.
Drug pomemben primer maskote v glasbi je Okostnjak Sam za Grateful Dead. Južnokorejska hip-hop skupina BAP kot svojo maskoto uporablja zajce imenovane Matoki. Vsak zajček je drugačne barve, ki predstavlja vsakega člana: Yongguk, Himchan, Daehyun, Youngjae, Jongup in Zelo. Čeprav imajo zajci nedolžno podobo, BAP oddaja težko sliko.
Hip-hop glasbenik Kanye West uporablja kot svojo maskoto medvedka z imenom Osip. Osip se je pojavil na naslovnici treh studijskih albumov in služi kot glavni lik videospota Dobro jutro.